# Équipe réserve et académie du Leicester City Football Club
 (mai 2020).
Si vous disposez d'ouvrages ou d'articles de référence ou si vous connaissez des sites web de qualité traitant du thème abordé ici, merci de compléter l'article en donnant les références utiles à sa vérifiabilité et en les liant à la section « Notes et références ».
Maillots
L'équipe des moins de 21 ans de Leicester City est l'équipe réserve de Leicester City, accueillant des joueurs âgés de moins de 21 ans, l'équipe est entraînée par Ben Petty depuis 2021, l'équipe joue en Championnat d'Angleterre de football des réserves depuis la saison 2013-2014.
L'équipe des moins de 18 ans de Leicester City est l'équipe de jeunes et du centre de formation du club, elle ne peut accueillir que des joueurs âgés de moins de 18 ans, elle joue en Championnat d'Angleterre de football des moins de 18 ans.

## Histoire

### Les débuts (2012-2013)
L'académie est supervisée par le directeur Jon Rudkin, Steve Beaglehole occupant actuellement le poste de Coach de développement, travaillant dans la nouvelle "Professional Development League" mise en place à partir de l'été 2012,.
Le 8 avril 2013, Leicester City finit premier du groupe nord du championnat d'Angleterre des moins de 21 ans de deuxième division et se qualifie pour les barrages d'accession en première division. Malheureusement le club s'incline 3-2 contre Cardiff City, 
Le 26 mai 2013, l'académie de Leicester City remporte la HKFC International Soccer Sevens en battant Newcastle United sur le score de deux buts à zéro grâce aux buts de Michael Cain (en) et de Harry Panayiotou, grâce à ce résultat, Leicester obtient une licence pour jouer le championnat de première division des moins de 21 ans.

### De bons résultats et des relégations évitées (2013-2023)
Après une bonne 6e place lors de la saison 2013-2014, le club se qualifie pour la première Premier League International Cup qui aura lieu en 2014-2015, par la suite Leicester tombe dans le Groupe C avec Manchester City, le Benfica Lisbonne et Schalke 04, Leicester ira jusqu'en demi-finale où elle est battue par Manchester City à l'issue des prolongations par trois buts à deux.
En 2016-2017, l'équipe réserve évite la relégation en deuxième division. L'année suivante, Leicester City finit 3e du championnat U23 et atteint les demi-finales de la Premier League Cup, des joueurs comme Harvey Barnes et Hamza Choudhury sous l'entraîneur de l'équipe sénior, Claude Puel, jouent des rôles de premier plan vers la fin de la saison 2017-2018. Cela a ensuite conduit Hamza Choudhury à gagner sa première sélection avec l'Angleterre U20 pour le Tournoi de Toulon 2018.
Le 13 juin 2020, Trevor Peake, entraîneur des U18, quitte ses fonctions après dix-sept ans de carrière, Adam Barradell, ancien entraîneur de la catégorie des 12-16 ans prend alors le relais.
À l'issue de la saison 2020-2021, l'équipe réserve est reléguée en deuxième division en raison de multiples blessures de joueurs de l'équipe première, ce qui a causé l'appel de joueurs de l'équipe réserve tels que Sidnei Tavares contre le SK Slavia Prague en Ligue Europa, défaite 2-0, ainsi qu'en championnat contre Burnley et Brighton & Hove Albion, Thakgalo Leshabela contre Sheffield United, Vontae Daley-Campbell contre Brighton lors du huitième de finale de Coupe d'Angleterre et des remplaçants inutilisés tels que Thanawat Suengchitthawon et Shane Flynn. Cependant, la relégation du club est finalement annulée car la Fédération anglaise a fait passer le nombre de participants de douze à quatorze pour la Premier League 2.
Lors de la saison 2021-2022, les blessures, les cas de Covid-19 ou l'appel à la Coupe d'Afrique des nations de football 2021 de nombreux joueurs de l'équipe première ont causé l'appel de nombreux joueurs de l'équipe réserve pour de nombreux matches, notamment Kasey McAteer qui a fait ses débuts avec l'équipe senior en Premier League contre Newcastle United. Lewis Brunt, Wanya Marçal-Madivadua et Will Alves ont quant à eux fait leurs débuts professionnels contre Watford en FA Cup. A l'issue de cette même saison, les U23 finissent à une belle 7e place.
En juin 2022, la Premier League 2 qui était réservée aux joueurs de moins de 23 ans depuis la saison 2016-2017, redevient une compétition réservée aux moins de 21 ans, les clubs concernés pourront néanmoins renforcer leur effectif avec cinq joueurs plus âgés.

#### Une nouvelle relégation évitée (depuis 2023)
Le 24 avril 2022, à la suite d'une défaite survenue quatre buts à un contre Everton, les U21 sont relégués et retrouvent la seconde division, cette relégation est révoquée à la suite du changement de formule pour une division unique à 25 clubs, similaire au système suisse ; également adopté pour la Ligue des champions de l'UEFA à partir de la saison 2024-2025. De ce fait, les deux divisions fusionnent et Leicester reste en première division

## Les équipes

### Équipe des moins de 21 ans
Le tableau suivant liste les joueurs en prêt pour la saison 2023-2024.

## Palmarès
| Compétitions nationales | Compétitions internationales |
| --- | --- |
| - Professional U23 Developpment League : - Vice-champion : 2019-2020 - Troisième : 2017-2018 - Professional U21 Developpment League Division 2 North Division - Vainqueur : 2012-2013 - Premier League U15 Category 2 National Trophy - Vainqueur : 2013 - FA Youth Cup : - Demi-finales : 2014-2015. - Premier League Cup : - Demi-finales : 2017-2018. - EFL Trophy : - Quart de finale : 2019-2020. | - Premier League International Cup : - Demi-finale : 2014-2015 - HKFC International Soccer Sevens - Vainqueur (Sheild) : 2011-2012 - Vainqueur (Cup) : 2012-2013 et 2016-2017 - Vainqueur (Plate) : 2013-2014 |

## Staff

### Staff de la saison 2020-2021
| Entraineur                     | Entraineur   |
| Rôle                           | Personnalité |
| ------------------------------ | ------------ |
| Entraîneur des moins de 23 ans | Ben Petty    |

| Staff de Académie                | Staff de Académie |
| Rôle                             | Personnalité      |
| -------------------------------- | ----------------- |
| Directeur du centre de formation | Jon Rudkin        |
| Manager du centre de formation   | Ian Cawley        |
| Entraineur des U18               | Adam Barradell    |
| Entraineur des U16               | Matt Goodwin      |